# DefView
DefView — система защищенного постраничного просмотра электронных документов в PDF. Была создана в 2007 году для  Российской государственной библиотеки, которая по причинам огромного книжного фонда и географической удаленности отделов давно осуществляет обработку книг, диссертаций и других документов, а также предоставляет удаленный доступ к ним.
Поправки к IV главе ГК РФ (действуют с 1.01.2008) ограничивают предоставление библиотеками экземпляров защищённых авторских правом произведений в цифровой форме. Это возможно лишь в случае невозможности копирования этих произведений. DefView позволяет библиотекам выполнять требования закона.

## Архитектура
- Презентационный уровень — клиент (DefView).
- Логический уровень — сервер приложений (DefView Server).
- Уровень данных — сервер хранения документов (PDF Server).

Преимущества трехзвенной архитектуры:
- доступ к данным, осуществляемый через сервер хранения без участия пользователя, повышает их безопасность и сохранность;
- возможна расширяемость системы, позволяющая разрабатывать серверы хранения, работающие с другими форматами данных, и подключать их к единому серверу приложений.

## Свойства DefView
- Постраничный просмотр документов клиентом.
- Запрет несанкционированного копирования страниц.
- Набор допустимых операций (просмотр, печать, отложенная печать, загрузка) определяется правами пользователя.
- Предварительный просмотр, масштабирование и поворот страниц.
- Быстрая навигация по документам.
- Возможность просмотра в полноэкранном режиме.
- Поиск слов и словосочетаний в документе с учетом  морфологии русского языка.

## Платформа
Microsoft Windows Server 2003, Internet Information Server 6.0, Microsoft SQL Server 2005.

## Операционная система
Windows.